# 海賊 (バレエ)
『海賊』（かいぞく、仏: Le Corsaire） は、 アドルフ・アダンの作曲したバレエ音楽、およびそれを用いたバレエ作品である。
後にチェーザレ・プーニ、レオ・ドリーブ、リッカルド・ドリゴ、レオン・ミンクスらによる楽曲が追加されており、近年における舞台では1899年にマリウス・プティパにより振り付けられた改訂版をベースとすることが多い。 

## 概要
| メドゥーラを初演したC・ロザティ（英語版） |  | コンラッドを初演したD・セガレッリ |
| メドゥーラを初演したC・ロザティ           |  | コンラッドを初演したD・セガレッリ |

ギリシア独立戦争に参加した、イギリスの詩人ジョージ・ゴードン・バイロンによる1814年の長編物語詩 『海賊』 をもとに作られた。台本はジョゼフ・マジリエとジュール＝アンリ・ヴェルノワ・ド・サン＝ジョルジュ、振付はジョゼフ・マジリエが手掛けた。初演は、1856年1月23日、パリ・オペラ座で行われた。主役のメドゥーラとコンラッドは、それぞれカロリーナ・ロザティとドメニコ・セガレッリが演じた。

## 音楽
この作品の音楽は、複雑な経緯をたどっている。

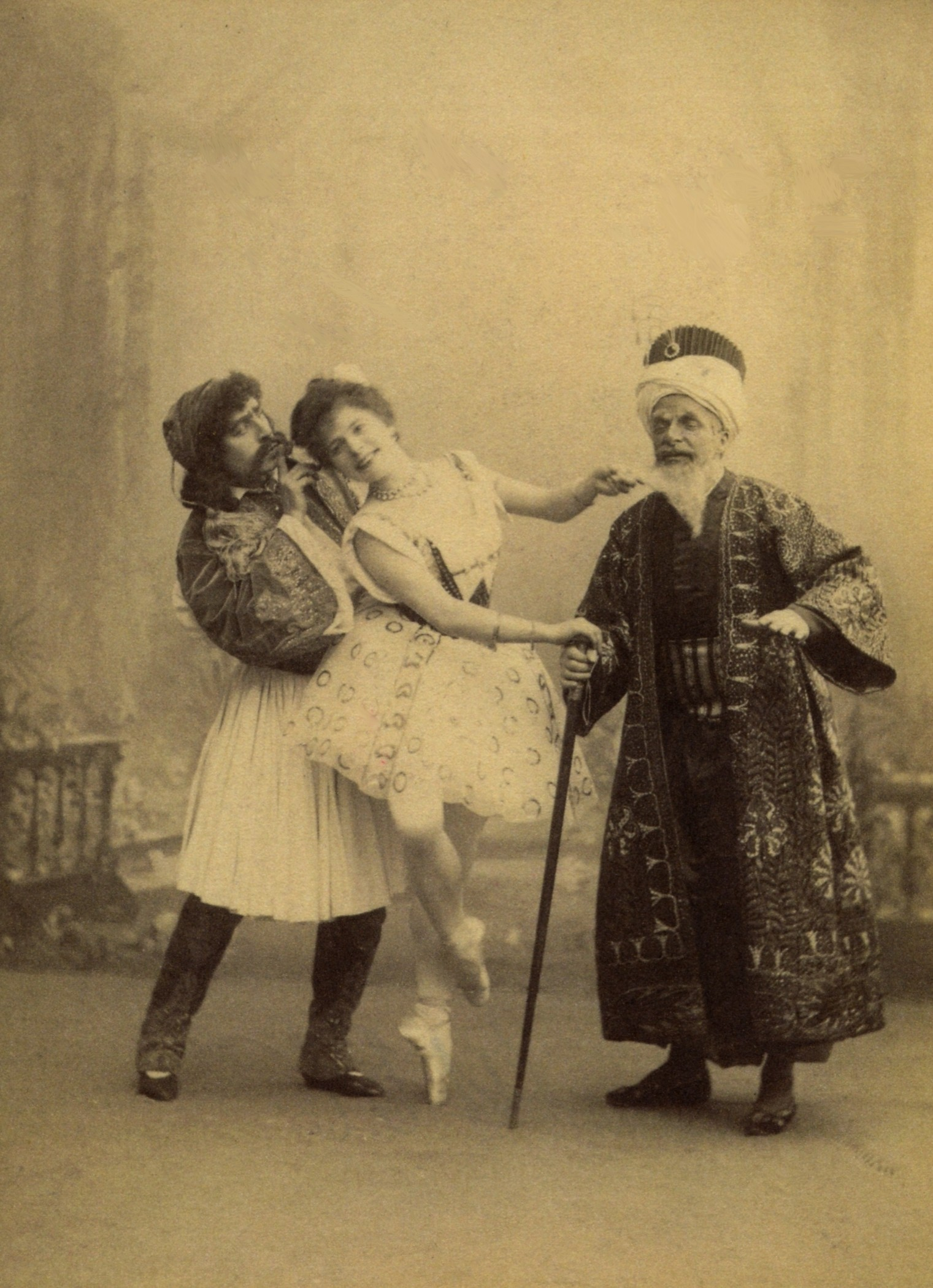
1899年、プティパ版『海賊』に出演するコンラッド役のP・ゲルト（左）とメドゥーラ役のP・レニャーニ（中央）

- マリウス･プティパが1858年にこの作品の上演を手がけた際に、チェーザレ・プーニが数曲を新たに作曲し、既存の音楽にも手を入れた。
- 1867年にパリで再演された時には、レオ・ドリーブが3幕に『花の踊り』[2]と、ヴァリアシオンの曲を書き下ろした。
- 1868年にプティパが再演した際に、ドリーブの音楽も取り入れた。
- 1899年には、リッカルド・ドリゴ、レオン・ミンクスの曲が加えられた。
- その後、アントワーヌ・シモン、オルデンブルク公爵などの曲が加わって現在に至っている。

## あらすじ
以下は1955年にソ連で作られたグーセフ版による。

### プロローグ
一隻の海賊船が嵐の中を航海する場面。3人の海賊が船の沈没を避けようと奮闘しているが、あえなく難破する。

### 第1幕

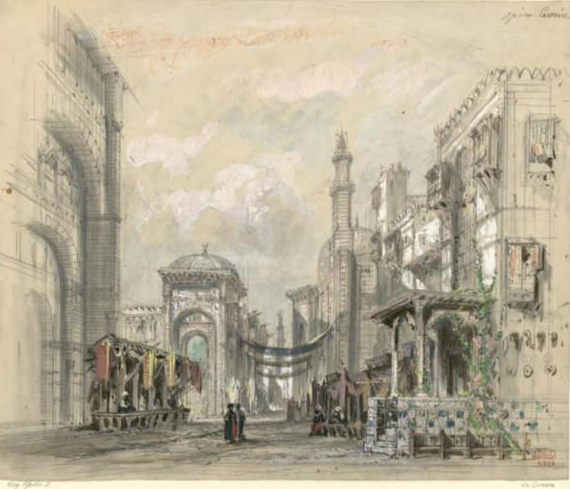
第1幕・奴隷市場の舞台スケッチ（1856年）

舞台は、ギリシャに面した地中海のイオニア海の浜辺。海賊たちを乗せた船が嵐で難破し、海辺に打ち上げられる。そこへギリシャの娘メドゥーラと友人のギュリナーラ達が通りかかり、一緒に海賊たちを救い出す。この海賊は首領コンラッド、その友人のビルバンド、コンラッドの忠臣アリである。コンラッドは目を覚ますとそこにメドゥーラがいた。2人はお互いに惹かれあった。すると突然トルコ軍が乱入。メドゥーラ達は捕えられ、奴隷商人ランケデムに引き渡されたあと奴隷市場に連れていかれる。コンラッド・ビルバンド・アリの3人は娘たちを救うことを誓う。
場面は変わって奴隷市場、ギリシャの娘たちはトルコ総督パシャの見る前で売りに出され、美しいギュリナーラがまず買われる。メドゥーラが競売にかけられた時、奴隷を買いにきた商人に変装した海賊たちが現れ、メドゥーラを高値で引き取ろうとする。しかし、トルコ総督がおかしいと言い出したために海賊たちは正体をあらわし、メドゥーラとギリシャの娘たち、奴隷商人を連れて逃げる。

### 第2幕
洞窟で娘たちを取り返した海賊たちは宴を開いている。メドゥーラは愛するコンラッドと忠臣アリとともに嬉しそうに踊る。そこへギリシャの娘たちがメドゥーラに家に返してくれるようコンラッドにとりなしてくれ、と頼む。コンラッドはメドゥーラの願いをきき、娘たちを解放しようとするが、ビルバンド以下全員が反対する。それを押し切ってコンラッドは娘たちを解放する。コンラッドがメドゥーラと寝室へと消えたあと、奴隷商人は海賊たちにコンラッドへの報復をけしかける。ビルバンドらは睡眠薬をふりかけたバラを用意し、メドゥーラに届ける。罠とも知らずにメドゥーラはコンラッドにバラを捧げ、コンラッドは眠りに落ちる。そこへ、ビルバンドや奴隷商人ランケデムが現れ、メドゥーラが抵抗して混乱した隙にランケデムはメドゥーラを奪って逃げる。騒ぎを聞きつけたアリがかけつけるが、すでにメドゥーラ達は連れ去られた後だった。

### 第3幕

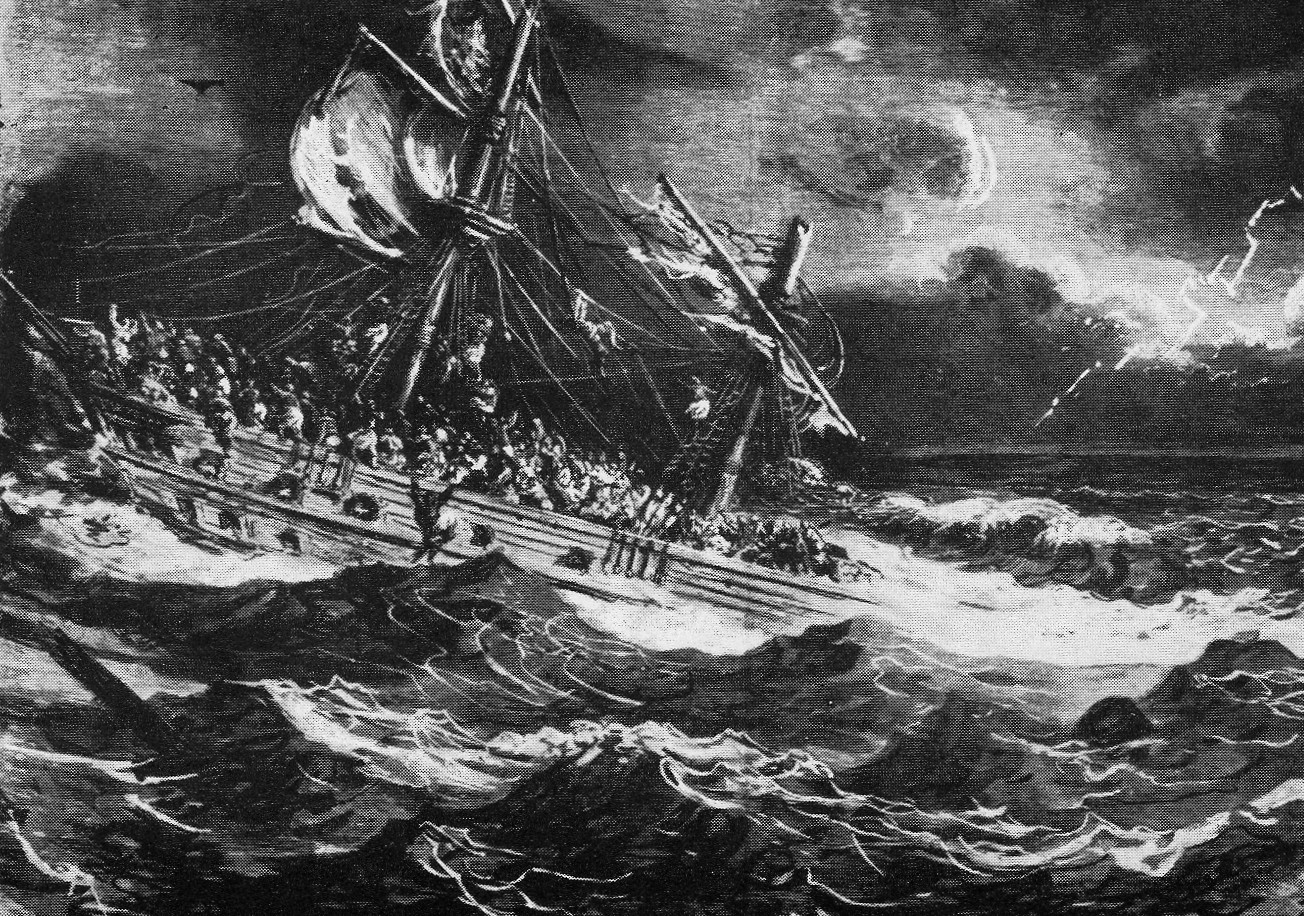
第3幕の舞台スケッチ（1856年）

奴隷商人ランケデムから奴隷としてメドゥーラ達を買ったトルコ総督パシャの屋敷のハーレムにある花園。パシャはギュリナーラの踊りをみて満足するが、他の娘たちの踊りは気に入らない。そこへランケデムがメドゥーラを連れて現れ、パシャは早速買い取る。パシャは娘たちの衣装を着替えさせ、その間うたたねをする。夢の国では着飾った娘たちが花輪をもって花園で踊り、ギュリナーラとメドゥーラも美しい踊りを披露する。眠りから覚めると早速宴を始めるパシャ。そこへ巡礼者を装った海賊が現れ、祈りを捧げるふりをしてころあいをみて正体をあらわし、メドゥーラやギュリナーラを助け奴隷商人をこらしめ、船で逃げる。しかし船は嵐にあって沈没。コンラッドとメドゥーラは奇跡的に大岩に打ち上げられ助かるのであった。